# Tabarka

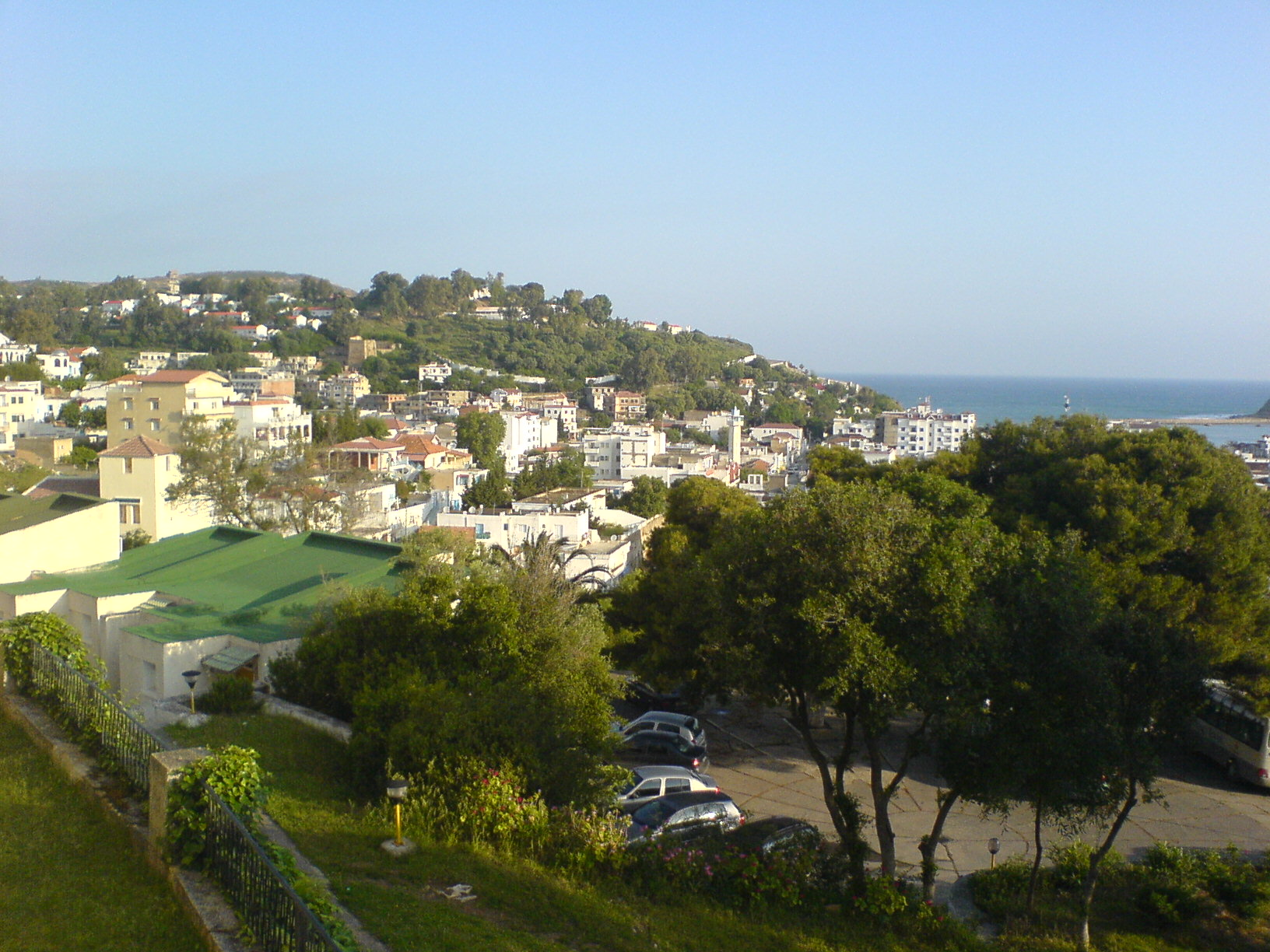
Tabarka des del turó

Tabarka (àrab: طبرقة, Ṭabarqa) és una ciutat de Tunísia a la governació de Jendouba, on forma l'única delegació de la costa, situada uns 58 km al nord de Jendouba i a 17 km de la frontera algeriana. La municipalitat té 15.354 habitants i és capçalera d'una delegació amb 45.540 habitants.
La ciutat s'estén als peus de les muntanyes de Khumayr.

## Economia
La ciutat és un port pesquer amb capacitat per a vaixells força grans. Hi destaca la pesca de la llagosta i d'altres crustacis, així com la recol·lecció de corall, utilitzat en joieria. A més, hi ha un port esportiu o recreatiu.
La ciutat ha rebut un fort impuls turístic, comptant amb una dotzena d'hotels, i està servida per l'aeroport internacional de Tabarka 7 de novembre. A la ciutat hi arriba una via de ferrocarril, d'ús exclusiu per a mercaderies.
L'agricultura i la ramaderia i una mica d'indústria, relacionada principalment amb la producció de paper, acaben de formar la seva base econòmica.

## Geografia
La delegació té 27.000 hectàrees de boscos, que ocupen gairebé dos terços de la seva superfície total.
La ciutat és coneguda per l'illot de Tabarka, amb una superfície d'unes 40 hectàrees, situat a uns 400 m de la costa, unit a la costa per una calçada.

## Història
La regió fou poblada pels númides. També s'hi han trobat inscripcions púniques en algunes gorges, i en destaca la de Keff Blida.
Fou l'antiga Thabraca de romans, vàndals i romans d'Orient. En època romana, al segle ii, s'hi embarcava el marbre vermell i groc de Simitthus (Chemtou), a la qual estava unida per una via construïda per ordre d'Hadrià. Les modernes excavacions han descobert necròpolis cristianes, amb alguns sarcòfags amb mosaics (els més destacats són avui dia al Museu del Bardo). També s'hi han trobat antigues cisternes, una de les quals anomenada basílica, perquè sembla que posteriorment va servir d'església, i que avui dia és la seu del festival de Tabarka.
Abu-Ubayd al-Bakrí afirma a la seva obra Massàlik que la reina Kàhina va morir a la rodalia de la ciutat, en un lloc anomenat justament Bir al-Kàhina, ‘el Pou de la Kàhina’, però l'historiador Mohamed Talbi ho posa en dubte.
El segle x l'esmenta Ibn Hàwqal. Al segle xii se l'anomenava Port dels andalusos. Al segle xv hi havia al port galeres per fer el cors contra vaixells cristians i el geògraf Ibn Abd-al-Mumin ja hi esmenta l'explotació del corall.
El 1553 els Lomellini, una família genovesa al servei del regne d'Espanya, van edificar un fort a l'illot de Tabarka a petició de Carles V. Després que uns vaixells dels Lomellini capturessin el corsari Dragut, aquest els concedí, a canvi del seu alliberament, el monopoli del comerç a Tabarka. Durant el seu domini, els genovesos es van dedicar a la pesca del corall i van convertir l'illa en un empori comercial, que va servir també com a lloc d'intercanvi de captius cristians a canvi de rescat. Les companyies franceses que des del 1561 comerciaven des de l'empori de La Calle, a Algèria, envejaven aquest lloc i el governador i aventurer francès Samson Napollon va intentar ocupar Tabarka, tot morint en l'intent.
Al segle xvii, l'illot, com a centre de l'explotació del corall, era famós arreu. Els Lomellini en tenien el monopoli comercial amb la Companyia d'Àfrica i fixaven els preus dels productes locals que podien exportar sense pagar drets al bei gràcies a un tractat signat el 1676. Pressionats per diverses potències, els Lomellini van accedir a vendre els seus drets o cedir l'illa al bei; aquest la va ocupar sobtadament el juny del 1741; els habitants (fins llavors se'ls anomenà tabarquins, avui dia es diuen tabarquesos) van emigrar a l'illa de San Pietro, a Sardenya, a la costa alacantina, on van fundar Nova Tabarca, i alguns a Tunis. Entre els que emigraren a Tunis destaquen dues dones, Sofia Bosso i Salvatora Paona, establertes a Tunis i convertides a l'islam, que van esdevenir mullers de dos beis, la primera de Sidi Muhammad i la segona de Sidi Mustafà (1835-1837).
El 1742, l'oficial de marina francès Saurins va fracassar en l'intent de prendre l'illa.
Al segle xvi, el riu Oued El Kebir es podia remuntar fins a les portes de la vila, cosa que encara confirma un agent francès el 1725. Posteriorment, el curs del riu es va reduir i va deixar de ser navegable.
El fort genovès és avui una caserna militar i hi ha un far.

## Administració
És el centre de la delegació o mutamadiyya homònima, amb codi geogràfic 22 54 (ISO 3166-2:TN-12), dividida en vuit sectors o imades:
- Tabarka (22 54 51)
- Raîhane (22 54 52)
- El Hamdia (22 54 53)
- El Hammam (22 54 54)
- Aïn Es-Sobh (22 54 55)
- Nadhour (22 54 56)
- Melloula (22 54 57)
- Aïn Es-Snoussi (22 54 58)

Al mateix temps, forma una municipalitat o baladiyya (codi geogràfic 22 13).

## Imatges

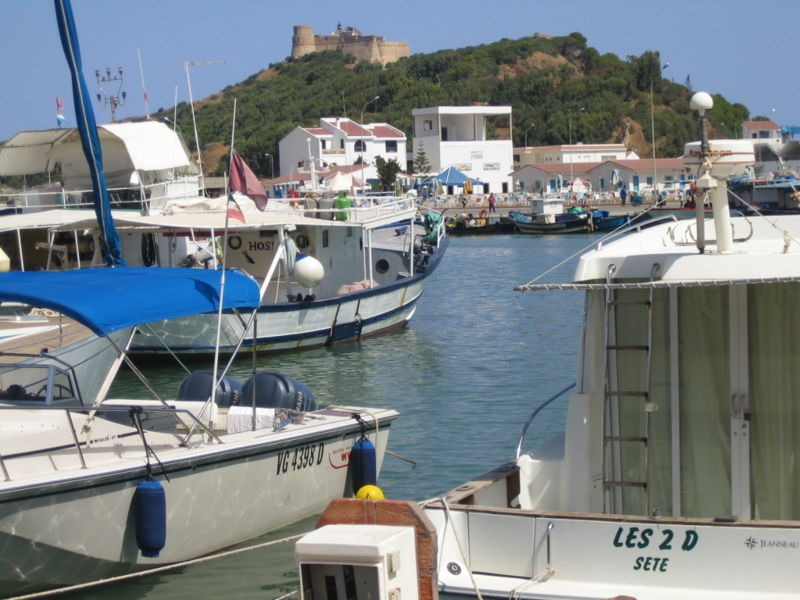
Port de Tabarka i castell genovès al fons
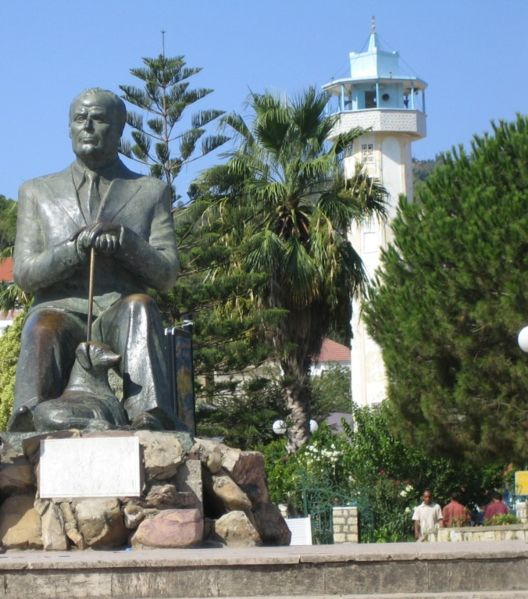
Estàtua de Bourguiba al centre de Tabarka
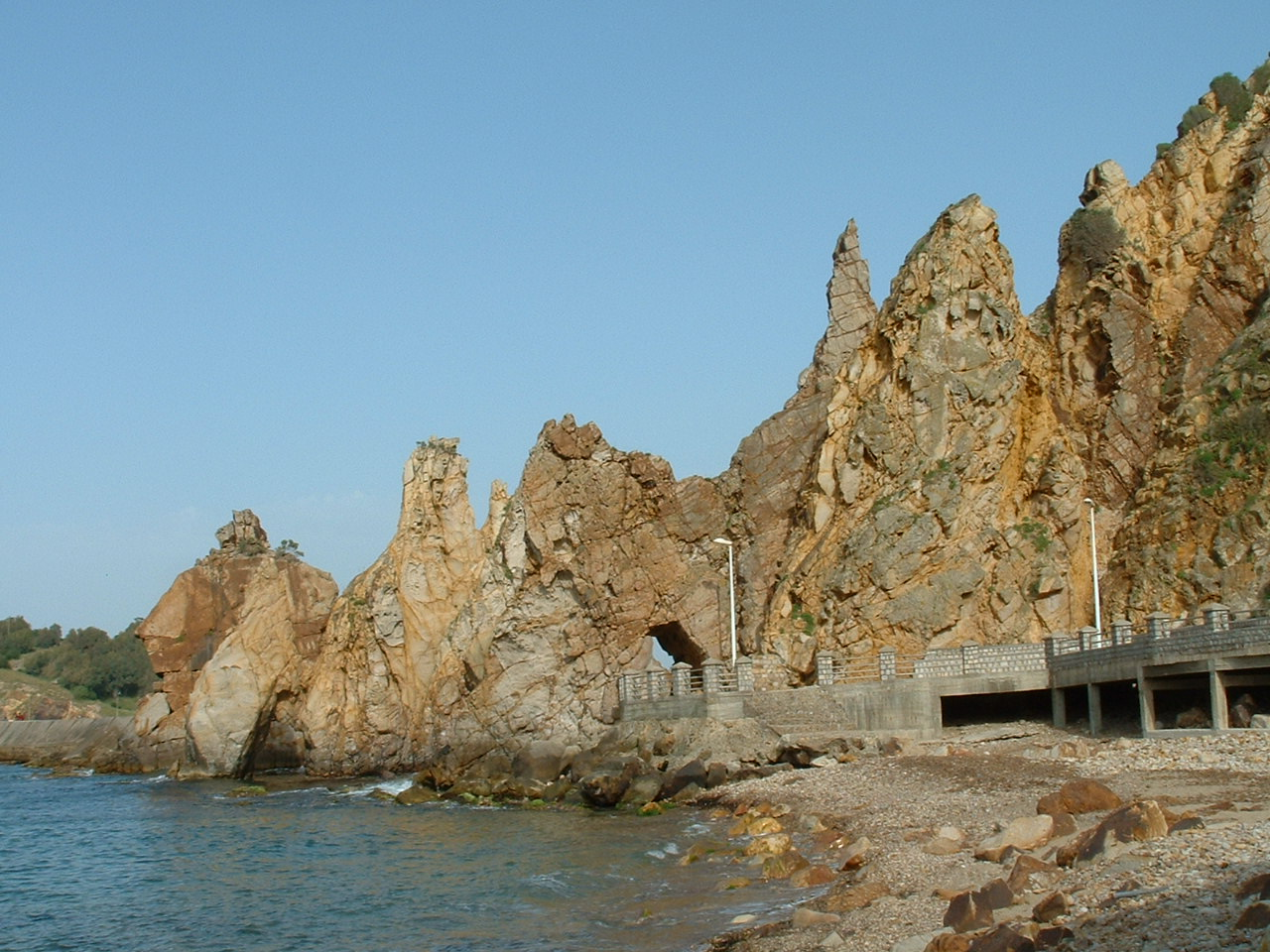
Agulles de Tabarka
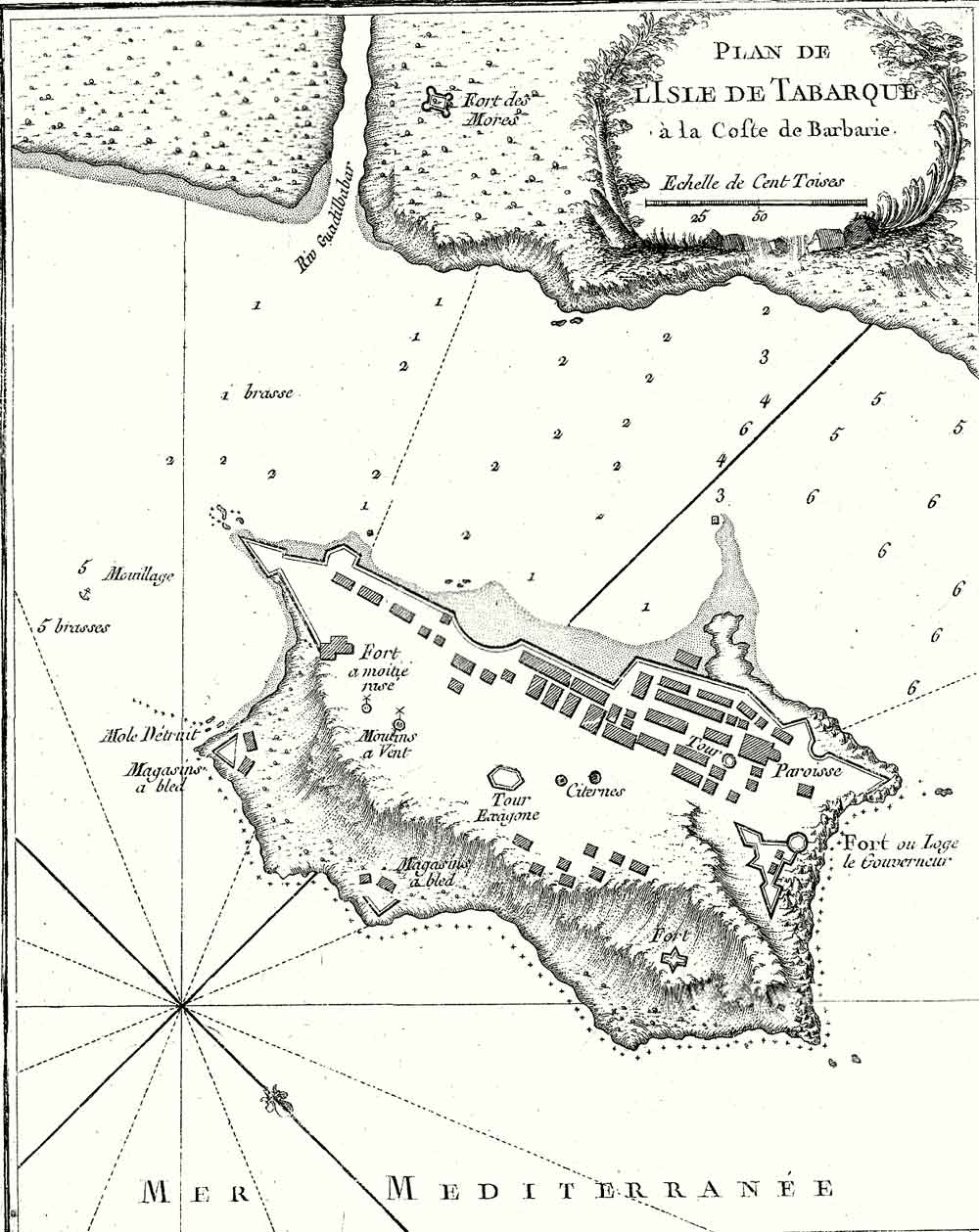
Plànol de l'illot el 1770